# Gil McDougald
Gilbert James McDougald (San Francisco, California, 19 de mayo de 1928-Condado de Monmouth, Nueva Jersey, 28 de noviembre de 2010), más conocido como Gil McDougald, fue un jugador profesional estadounidense de béisbol que se desempeñó en la posición de segunda base en las Grandes Ligas de Béisbol (MLB). Logró obtener el premio Novato del Año.

## Carrera
McDougald jugó como profesional diez temporadas en New York Yankees (1951-1960), equipo en el que se retiró.

## Premios
En 1951, fue galardonado con el premio Novato del Año.